# Danh sách đĩa đơn quán quân Hot 100 năm 1975 (Mỹ)
Billboard Hot 100, công bố hàng tuần bởi tạp chí Billboard, là bảng xếp hạng các đĩa đơn thành công nhất tại thị trường âm nhạc Hoa Kỳ.

## Lịch sử xếp hạng
| Ngày phát hành | Bài hát                                                           | Nghệ sĩ                              |
| -------------- | ----------------------------------------------------------------- | ------------------------------------ |
| 4 tháng 1      | "Lucy in the Sky with Diamonds"                                   | Elton John                           |
| 11 tháng 1     | "Lucy in the Sky with Diamonds"                                   | Elton John                           |
| 18 tháng 1     | "Mandy"                                                           | Barry Manilow                        |
| 25 tháng 1     | "Please Mr. Postman"                                              | The Carpenters                       |
| 1 tháng 2      | "Laughter in the Rain"                                            | Neil Sedaka                          |
| 8 tháng 2      | "Fire"                                                            | Ohio Players                         |
| 15 tháng 2     | "You're No Good"                                                  | Linda Ronstadt                       |
| 22 tháng 2     | "Pick Up the Pieces"                                              | The Average White Band               |
| 1 tháng 3      | "Best of My Love"                                                 | Eagles                               |
| 8 tháng 3      | "Have You Never Been Mellow"                                      | Olivia Newton-John                   |
| 15 tháng 3     | "Black Water"                                                     | The Doobie Brothers                  |
| 22 tháng 3     | "My Eyes Adored You"                                              | Frankie Valli                        |
| 29 tháng 3     | "Lady Marmalade"                                                  | LaBelle                              |
| 5 tháng 4      | "Lovin' You"                                                      | Minnie Riperton                      |
| 12 tháng 4     | "Philadelphia Freedom"                                            | Elton John Band                      |
| 19 tháng 4     | "Philadelphia Freedom"                                            | Elton John Band                      |
| 26 tháng 4     | ""(Hey Won't You Play) Another Somebody Done Somebody Wrong Song" | B. J. Thomas                         |
| 3 tháng 5      | "He Don't Love You (Like I Love You)"                             | Tony Orlando and Dawn                |
| 10 tháng 5     | "He Don't Love You (Like I Love You)"                             | Tony Orlando and Dawn                |
| 17 tháng 5     | "He Don't Love You (Like I Love You)"                             | Tony Orlando and Dawn                |
| 24 tháng 5     | "Shining Star"                                                    | Earth, Wind & Fire                   |
| 31 tháng 5     | "Before the Next Teardrop Falls"                                  | Freddy Fender                        |
| 7 tháng 6      | "Thank God I'm a Country Boy"                                     | John Denver                          |
| 14 tháng 6     | "Sister Golden Hair"                                              | America                              |
| 21 tháng 6     | "Love Will Keep Us Together"                                      | Captain & Tennille                   |
| 28 tháng 6     | "Love Will Keep Us Together"                                      | Captain & Tennille                   |
| 5 tháng 7      | "Love Will Keep Us Together"                                      | Captain & Tennille                   |
| 12 tháng 7     | "Love Will Keep Us Together"                                      | Captain & Tennille                   |
| 19 tháng 7     | "Listen to What the Man Said"                                     | Wings                                |
| 26 tháng 7     | "The Hustle"                                                      | Van McCoy and the Soul City Symphony |
| 2 tháng 8      | "One of These Nights"                                             | Eagles                               |
| 9 tháng 8      | "Jive Talkin'"                                                    | Bee Gees                             |
| 16 tháng 8     | "Jive Talkin'"                                                    | Bee Gees                             |
| 23 tháng 8     | "Fallin' in Love"                                                 | Hamilton, Joe Frank & Reynolds       |
| 30 tháng 8     | "Get Down Tonight"                                                | KC and the Sunshine Band             |
| 6 tháng 9      | "Rhinestone Cowboy"                                               | Glen Campbell                        |
| 13 tháng 9     | "Rhinestone Cowboy"                                               | Glen Campbell                        |
| 20 tháng 9     | "Fame"                                                            | David Bowie                          |
| 27 tháng 9     | "I'm Sorry" / "Calypso"                                           | John Denver                          |
| 4 tháng 10     | "Fame"                                                            | David Bowie                          |
| 11 tháng 10    | "Bad Blood"                                                       | Neil Sedaka                          |
| 18 tháng 10    | "Bad Blood"                                                       | Neil Sedaka                          |
| 25 tháng 10    | "Bad Blood"                                                       | Neil Sedaka                          |
| 1 tháng 11     | "Island Girl"                                                     | Elton John                           |
| 8 tháng 11     | "Island Girl"                                                     | Elton John                           |
| 15 tháng 11    | "Island Girl"                                                     | Elton John                           |
| 22 tháng 11    | "That's the Way (I Like It)"                                      | KC and the Sunshine Band             |
| 29 tháng 11    | "Fly, Robin, Fly"                                                 | Silver Convention                    |
| 6 tháng 12     | "Fly, Robin, Fly"                                                 | Silver Convention                    |
| 13 tháng 12    | "Fly, Robin, Fly"                                                 | Silver Convention                    |
| 20 tháng 12    | "That's the Way (I Like It)"                                      | KC and the Sunshine Band             |
| 27 tháng 12    | "Let's Do It Again"                                               | The Staple Singers                   |